# 室戸汽船
室戸汽船（むろときせん）は、かつて大阪府大阪市の大阪南港（元は東神戸フェリーセンター）から高知県東洋町の甲浦港を経由して高知県土佐清水市のあしずり港を結ぶ航路を運航していた海運会社。本社は高知県室戸市に置いていた。

## 概要
1951年3月設立。当初は高知・室戸(室津港)から日和佐港を経由（1964年以降）して大阪港に至る貨客船を運航していた。
1975年に、関西汽船の寄港地だった甲浦と東神戸の間に直行のフェリーを就航させ、1982年からは上記航路に就航区間を拡大、長距離フェリー航路となった。1997年、明石海峡大橋の架橋を翌年に控え、社員の給料を一部カットするなど経営再建を図ったが原油価格の高騰、利用客の減少を理由に航路休止を決定した。これを受けて寄港している各市町村で協議の結果、東洋町が第三セクターによる新会社『高知シーライン』を設立し1998年4月から航路を引き継いだが、2001年12月9日をもって航路休止。その後、航路廃止となる。休止後は代替として大阪高知特急フェリーにより、高知 - あしずり延航、甲浦寄港が行われたものの、いずれも短期間で終了している。
所有していた船舶の「フェリーむろと」は、赤い鯨を塗装したことで『赤い鯨の船』として有名。会社のステッカーなどにも『赤いクジラをさがせ!』というキャッチフレーズが記載された。

## 歴史（フェリー就航以降のみ）
- 1975年7月 （昭和50年） 「フェリーむろと」（初代）就航。
- 1982年12月（昭和57年） 土佐清水市のあしずり港まで航路延長。「フェリーむろと」（2代目）就航（関西汽船の神戸 - 日向航路廃止に伴い、その航路に就航していた「にちなん丸」を来島どっくより用船し改名）。
- 1987年7月（昭和62年） 6,500トン型フェリー「フェリーむろと」（3代目）就航（船舶整備公団（現・運輸施設整備事業団）と初の共有長距離フェリーとなる）。
- 1990年（平成2年） 関西汽船やダイヤモンドフェリーと共に大阪商船三井船舶の傘下に入る。
- 1992年（平成4年） 船体に「赤い鯨」を塗装して以後トレードマークとなり、『赤い鯨の船』として知られるようになる。
- 1993年8月（平成5年） 「フェリーむろと」、神戸沖で関西汽船所属のフェリー「くいーんふらわあ2」と衝突事故を起こす。
- 1995年1月（平成7年） 阪神・淡路大震災発生により東神戸フェリーセンターの埠頭が全壊したため、大阪南港に発着港を変更する。
- 1996年11月（平成8年） 震災後の臨時港であった大阪南港で売り上げが増加したため、正式な発着港として利用するようになる。
- 1997年 明石海峡大橋の架橋を翌年に控え航路休止を決定。第三セクターによる新会社『高知シーライン』を設立することが決定され、航路は存続される。
- 1998年4月（平成10年） 高知シーラインに営業譲渡し、同社の営業開始。
- 1999年7月（平成11年） 甲浦港に入港しようとしていた「フェリーむろと」が台風8号の影響による突風にあおられ、甲浦港内の防波堤に接触後、浅瀬に乗り上げて座礁。奇跡的に死傷者は出なかったものの、この年の赤字総額が1億7000万円を計上してしまう。
- 2001年12月（平成13年） 航路休止となる。

## 航路
- 在来貨客船時代：大阪港（九条） - 神戸港（兵庫港） - 日和佐港 - 室戸（室津港）[2]
- 1975年7月 - 1982年12月：神戸港（深江） - 甲浦港（高知県東洋町）。距離173km[3]。
- 1982年12月 - 1987年7月24日：神戸港（深江） - 甲浦港 - あしずり港（高知県土佐清水市）。距離362km[3]。
- 1987年7月25日 - 1995年1月16日：神戸港（青木） - 甲浦港 - あしずり港
- 1995年1月22日 - 2001年12月：大阪南港 - 甲浦港 - あしずり港

## 船舶
- 太平丸[4]（貨客船）

192.14総トン、ディーゼル1基、機関出力250ps、航海速力9ノット、旅客定員54名
1930年6月進水。1956年4月19日、室戸岬高岡沖で暴風雨のため沈没、乗員・乗客16名が犠牲となった
- むろと丸[6]（貨客船）

217.13総トン、登録長33.70m、型幅5.80m、型深さ3.00m、ディーゼル1基、機関出力310ps、航海速力10.0ノット、旅客定員77名
1948年3月進水
- 第三むろと丸[6]（貨客船）

1957年2月竣工、土佐造船鉄工建造
359.96総トン、登録長36.89m、型幅6.32m、型深さ3.05m、ディーゼル1基、機関出力370ps、航海速力11.0ノット、旅客定員50名
- 第五むろと丸[7]（貨客船）

1963年12月竣工、来島船渠建造
365総トン、登録長38.84m、型幅7.60m、型深さ3.40m、ディーゼル1基、機関出力1,000ps、航海速力12ノット、旅客定員212名
フェリー化後に売船され、北海商船の小樽 - 利礼航路に就航。
- フェリーむろと (初代)（フェリー）

1975年 高知重工業建造（高知重工ではない）。2,889 G/T
1982年　フェリーむろと（2代目）の就航に伴い、関西汽船が用船。「くるしま丸」と改名し松山―小倉フェリーに就航。
- フェリーむろと (2代)（フェリー）

1972年 波止浜造船建造。6,130 G/T 元関西汽船「にちなん丸」
- フェリーむろと (3代)（フェリー）

1987年 来島どっく大西工場建造。6,472 G/T